# NGC 4299
NGC 4299 је спирална галаксија у сазвежђу Девица која се налази на NGC листи објеката дубоког неба.
Деклинација објекта је + 11° 30' 5" а ректасцензија 12h 21m 40,5s. Привидна величина (магнитуда) објекта NGC 4299 износи 12,3 а фотографска магнитуда 12,9. Налази се на удаљености од 16,8000 милиона парсека од Сунца. NGC 4299 је још познат и под ознакама UGC 7414, MCG 2-32-10, CGCG 70-25, VCC 491, IRAS 12191+1146, PGC 39968.